# Ghafour Jahani
Ghafour Jahani (in persiano غفور جهانی‎; Bandar-e-Anzali, 18 giugno 1950) è un ex calciatore iraniano, di ruolo attaccante.

## Palmarès

### Club

#### Competizioni nazionali
- Coppa dell'Iran: 1

Malavan: 1975-1976